# Solgne
Solgne je francouzská obec v departementu Moselle v regionu Grand Est. V roce 2013 zde žilo 1 092 obyvatel.

## Poloha
Sousední obce jsou: Buchy, Luppy, Sailly-Achâtel, Secourt a Vigny.

## Vývoj počtu obyvatel
Počet obyvatel